# Olivier Peru
Œuvres principales
- Martyrs
- Druide
- Zombies
- Les Haut-Conteurs

Olivier Peru, né le 11 octobre 1977 à Montpellier, est un romancier, illustrateur, scénariste et dessinateur de bande dessinée français.

## Biographie
Olivier Peru signe plusieurs séries (bande dessinée) : Zombies, Nosferatu, Mjöllnir, Lancelot, La Guerre des Orcs (aux éditions Soleil). 
Druide, son premier roman paru aux éditions Éclipse, a été récompensé par le prix révélation de l'année 2011 aux Futuriales et le prix Imaginales des lycéens 2013. Il coécrit également la série de romans Les Haut-Conteurs dont le tome 1 La Voix des rois reçoit le Prix des Incorruptibles 2012. En 2013, il sort le premier tome d'une nouvelle trilogie fantastique intitulée Martyrs. Il signe ses romans Oliver Peru. 
En parallèle, il travaille comme scénariste, storyboarder et designer au cinéma et à la télévision.
En 2015, il fonde le studio d'écriture transmédia Termites Factory avec Rémi Guérin, Nicolas Mitric et Sylvain Dos Santos. En novembre de la même année, ils lancent un premier projet, éditer le roman Darryl Ouvremonde d'Olivier Peru, via une campagne de crowdfunding sur le site Ulule.com.

## Œuvre

### Romans
- Darryl Ouvremonde, roman jeunesse fantasy, illustrations intérieures et couverture de l'auteur et de Nicolas Mitric, avec des nouvelles de Remi Guerin, Patrick McSpare et Jean-Luc Cano, éditions Termites Factory, 2016, éditions Michel Lafon, 2017
- Martyrs, roman fantasy, illustrations intérieures et couverture de l'auteur, éditions J'ai lu
  1. Livre I, J'ai lu, format semi-poche, mars 2013  (ISBN 978-2290061015), format poche, mai 2015  (ISBN 978-2290068595), puis en recueil avec le Livre II, à paraître en 2022  (ISBN 978-2290086759)
  2. Livre II, J'ai lu, format semi-poche, août 2014  (ISBN 978-2290086742), format poche, mai 2016  (ISBN 978-2290086759), puis en recueil avec le Livre I, à paraître en 2022  (ISBN 978-2290086759)
  3. Livre III, J'ai lu, format semi-poche, mai 2025  (ISBN 978-2290141274)
- Les Haut-Conteurs, série jeunesse en cinq tomes de médiéval-fantastique, écrit avec Patrick McSpare, illustration de couverture Oliver Peru, illustrations intérieures de Patrick McSpare
  1. La Voix des rois, éditions Scrinéo Jeunesse, octobre 2010  (ISBN 978-2953495409) ; éditions Pocket, avril 2013  (ISBN 978-2266231077)
  2. Roi vampire, éditions Scrinéo Jeunesse, février 2011  (ISBN 978-2953495430) ; éditions Pocket, septembre 2013  (ISBN 978-2266231084)
  3. Cœur de lune, éditions Scrinéo Jeunesse, mai 2011  (ISBN 978-2919755028) ; éditions Pocket, novembre 2013  (ISBN 978-2266231091)
  4. Treize Damnés, éditions Scrinéo Jeunesse, novembre 2011  (ISBN 978-2919755066) ; éditions Pocket, janvier 2014  (ISBN 978-2266231107)
  5. La Mort noire, éditions Scrinéo Jeunesse, novembre 2012  (ISBN 978-2919755905) ; éditions Pocket, avril 2014  (ISBN 978-2266247764)
  6. Le Songe Maudit, préquel, éditions Scrinéo Jeunesse, octobre 2017  (ISBN 978-2367405483)

- Druide, roman polar fantasy, carte et couverture de l'auteur, éditions Eclipse, octobre 2010  (ISBN 978-2362700224) ; éditions J'ai lu, avril 2012  (ISBN 978-2290054048)

### Nouvelles
- Le Monstre de Shaerten, nouvelle publiée dans Anthologie Trolls et Légendes : les semi-hommes, anthologie dirigée par Valérie Frances et Denis Labbé, Asgard éditions, 2013
- Régulateur, nouvelle publiée dans Dimension super-pouvoirs, anthologie présentée par Jean-Marc Lainé, éditions Rivière Blanche, 2013
- Repose en paix, nouvelle publiée dans Lunatique 78-79, avril 2008

### Bandes dessinées
- Mages, Soleil Productions
  - 12. Guerres d'Arran : Enarath, Valentina Pinti, 2 octobre 2024
- Terres d'Ogon, Soleil Productions
  - 3. Ma'a-kuru, Bertrand Benoit, 21 juin 2023
- Conquêtes, Soleil Productions
  - 9. Sahondra, dessins de Kyko duarte et Stéphane Louis, couleurs d'Olivier Héban, 24 aout 2022
- No Zombies, Soleil Productions
  - 1. Le Livre de Joseph, dessins de Benoit Dellac et Eugène Bornyakov, couleurs de Simon Champelovier, 27 octobre 2021
  - 2. Le Livre de Cassandra, dessins de Benoit Dellac et Eugène Bornyakov, couleurs de Simon Champelovier, 19 janvier 2022
  - 3. Le Livre de Lila, dessins de Benoit Dellac et Eugène Bornyakov, couleurs de Simon Champelovier, 11 mai 2022
  - 4. Le Livre de Ruben, dessins de Benoit Dellac et Eugène Bornyakov, couleurs de Simon Champelovier, 22 février 2023
- I.S.S. Sniper, Soleil Productions
  - 4. Sharp, dessins d'Alessandra de Bernardis, 26 janvier 2022
- West Legends, Soleil Productions
  - 1. Wyatt Earp's Last Hunt, dessins de Giovanni Lorusso, 16 octobre 2019
  - 3. Sitting Bull, Home of the Braves, dessins de Luca Merli, 2 septembre 2020
- Orcs & Gobelins, (série-concept de fantasy), Soleil Productions
  - 5. La Poisse, dessins de Benoit Dellac, 2018
  - 8. Renifleur, dessins de Giovanni Lorusso, 23 octobre 2019
  - 9. Silence, dessins de Stéphane Créty, 19 août 2020
  - 15. Lardeur, dessins de Ma Yi, 3 novembre 2021
  - 18. La Meute, dessins de Stéphane Créty, 28 septembre 2022
  - 22. Guerres d'Arran : Viande morte, Alexis Sentenac, 23 août 2023
  - 27. Tête de Fer, Pierre-Denis Goux, 18 septembre 2024
- ''Médicis'', (série historique), Soleil Productions
  - L'Intégrale, 2021
  - La série :

1. ''Cosme l'Ancien, de la boue au marbre'', dessins de Giovanni Lorusso, couleurs de Élodie Jacquemoire, 2017
2. ''Laurent le Magnifique, de père en fils'', dessins de Eduard Torrens, 2017
3. ''Jules, de l'or à la croix'', dessins de Lucio Leoni, 23 aout 2017
4. ''Cosme 1er, des miettes au festin'', dessins de Francesco Mucciacito, 22 novembre 2017
5. ''Isabelle, du baiser au poignard'', dessins de Erion Campanella Ardisha, 20 juin 2018

- Brocéliande: Forêt du petit peuple, (série-concept inspirée des légendes arthuriennes), Soleil Production

1. La Fontaine de Barenton, dessins de Bertrand Benoit , couleurs d'Elodie Jacquemoire, 2017

- Elfes, (série-concept de fantasy), Soleil Productions

3. Elfes blancs, cœurs noirs, scénario d'Olivier Peru, dessins de Stéphane Bileau, couleurs de Luca Merli, 21 août 2013
8. La Dernière Ombre, scénario d'Olivier Peru, dessins de Stéphane Bileau, couleurs de Diogo Saïto, 22 octobre 2014
13. Heureux le guerrier mort, scénario d'Olivier Peru, dessins de Stéphane Bileau, couleurs de Luca Merli, 27 avril 2015
18. Alyana, scénario d'Olivier Peru, dessins de Stéphane Bileau, couleurs de Luca Merli, 27 septembre 2017
28. Au royaume des aveugles, scénario d'Olivier Peru, dessin de Stéphane Bileau, couleurs d'Elodie Jacquemoire, storyboard de Kiko Duarte, 21 octobre 2020
33. Une Guerre, trois couronnes, scénario d'Olivier Peru, dessins de Stéphane Bileau, couleurs d'Elodie Jacquemoire, 26 octobre 2022
- Androïdes, (série-concept de SF), Soleil Productions

2. Heureux qui comme Ulysse, scénario d'Olivier Peru, dessins de Geyser, couleurs de Sébastien Lamirand, 24 août 2016
- Mjöllnir, (série d'héroïc fantasy inspirée de la mythologie nordique), scénario d’Olivier Peru, dessins de Pierre-Denis Goux, Soleil Productions

1. Le Marteau et l'Enclume, couleurs de Digikore studio, 16 janvier 2013
2. Ragnarök, couleurs de Digikore studio, 21 août 2013
Intégrale, tirage de tête numéroté et signé par les auteurs des tomes 1 et 2 (en noir et blanc), avec un volumineux cahier graphique regroupant recherches, crayonnés et une reprise en album d'une quarantaine de dédicaces du dessinateur, quatre ex-libris, un triptyque et un dessin original, Les Sculpteurs de Bulles, 2014
3. Un monde sans dieux, couleurs Elodie Jacquemoire, Soleil Productions, 22 juin 2016 ; Tirage de tête présenté dans un coffret luxueux, avec 2 cahiers graphiques et 6 ex-libris, 32 pages de cahier graphique en couleurs, Les Sculpteurs de Bulle, 1er juin 2016
Intégrale, tomes 1 à 3, Soleil Productions, 9 mai 2018

- Zombies, (série post-apo), scénario d’Olivier Peru, Soleil Productions

Spin-off :
0. La Mort et le mourant, dessins de Lucio Leoni, couleurs de Vattani, 2012
Premier cycle :
1. La Divine Comédie, dessins de Sophian Cholet, couleurs de Simon Champelovier, 2010
2. La Brièveté de la vie, dessins de Sophian Cholet, couleurs de Simon Champelovier, 2011
3. Précis de décomposition, dessins de Sophian Cholet, couleurs de Simon Champelovier, 2013
Intégrale du cycle 1, tirage de tête numéroté et signé par les auteurs, des tomes 1 à 3 (en noir et blanc), avec trois carnets graphiques, deux ex-libris, un triptyque, un livret en couleurs et un dessin original, Les Sculpteurs de Bulles, 2014
Intégrale, tomes 1 à 3, Soleil Productions, 8 novembre 2017
Deuxième cycle :
4. Les Moutons, dessins de Sophian Cholet, couleurs de Bastide, 2015
Spin-off :
Zombies Néchronologies, tome 1 : Les Misérables, dessins de Nicolas Petrimaux, illustration de couverture de Sophian Cholet, 2 juillet 2014
Zombies Néchronologies, tome 2 : Mort parce que bête, dessins d'Arnaud Boudoiron, illustration de couverture de Sophian Cholet, 3 juin 2015
Zombies Néchronologies, tome 3 : La Peste, dessins de Stéphane Bervas, illustration de couverture de Sophian Cholet, 2017
- Les Maîtres inquisiteurs, (série-concept d'héroïc fantasy), Soleil Productions

1. Obeyron, scénario d'Olivier Peru, dessins de Pierre-Denis Goux, couleurs de Digikore Studio, 2015
Coffret, tomes 1 à 6, Soleil Production, 25 janvier 2017
- Oracle, (série-concept d'héroïc fantasy inspirée de la mythologie grecque), Soleil Productions
  - L'intégrale, tome 1 à 5, 23 septembre 2020
  - La série :
    - 1. La Pythie, scénario d'Olivier Peru, dessins de Stefano Martino, couleurs de Digikore studio, 2014

- Lancelot, (série d'héroïc fantasy inspirée des légendes arthuriennes), dessins d’Alexe, Soleil Productions

2. Iweret, scénario de Jean-Luc Istin et Olivier Peru, couleurs d’Élodie Jacquemoire, 2010
3. Morgane, scénario de Jean-Luc Istin et Olivier Peru, couleurs d'Olivier Héban, 23 mai 2012
4. Arthur, scénario de Jean-Luc Istin et Olivier Peru, couleurs d'Olivier Héban, 2014
Intégrale, tirage de tête numéroté et signé par la dessinatrice, des tomes 1 à 4 (en noir et blanc), avec un cahier graphique regroupant des aquarelles en couleurs, un énorme sketchbook regroupant des storyboards, croquis inédits et script, trois ex-libris et un dessin original, Les Sculpteurs de Bulles, 2013
Intégrale, tomes 1 à 4, Soleil Productions, 26 octobre 2016
- In Nomine, (diptyque ésotérique), scénario d’Olivier Peru, dessins et couleurs de Denis Béchu, Soleil Productions

1. Demain est à Dieu, 2011
2. Aujourd'hui est aux hommes, 2013

- Nosferatu, (diptyque vampirique), scénario d’Olivier Peru, dessins de Stefano Martino, couleurs de Digikore studio, Soleil Productions

1. Si Vis Pacem, 2011
2. Para Bellum, 2012

- La Guerre des Orcs, (série de one-shots d'héroïc fantasy), scénario d’Olivier Peru, couleurs de Digikore studio, Soleil Productions

- L'Art de la guerre, dessins de Daxiong, 2011
- Guerre et Paix, dessins de Lorusso, 2012
- Assassin, scénario d’Olivier Peru, dessins de Cristi Pacurariu, Soleil Productions, 2011

1. La Lumière et le Tunnel
2. Tu ne survivras point

- Guerres parallèles, (série de science-fiction), Soleil Productions

1. Tueur d'étoiles, scénario et dessins d’Olivier et Stéphane Peru, couleurs de Stéphane Peru, 2007

- Kookaburra Universe, (série-concept de science-fiction), Soleil Productions

6. Le Serment dakoïd, scénario de Nicolas Mitric, dessins et couleurs d’Olivier et Stéphane Peru, 2006
- Zak Blackhole, Soleil :

1. Star Epidemy[8],[9], scénario d’Olivier Peru,  dessins de Jean-Luc Cano et Stéphane Peru, 2004.

- Shaman, scénario et dessins d’Olivier et Stéphane Peru, couleurs de Stéphane Peru, Soleil Productions

1. L'Éveil, 2003
2. Les Géants de porcelaine, 2003
3. Cendre et poussière, 2005

### Illustration
- Festival Les Halliennales, salon des littératures fantastiques, 2014, affiche officielle.
- Festival de BD des Arts et Métiers de Cluny 2014, affiche officielle.
- Hero Corp

1. Les Origines, scénario Simon Astier, dessin de Marco Failla, illustration de couverture, éditions Soleil, 2013
2. Chroniques, scénario Simon Astier, dessin de Stéphane Créty, Kyko Duarte et Louis, illustration de couverture, éditions Soleil, 2013

- Judge Dredd, intégrale 3, illustration de couverture, éditions Soleil, 2013
- Ted Bundy, scénario Dobbs, dessin Alessandro Vitti, illustration de couverture, Soleil Productions, janvier 2010
- L'Évangile selon Satan, scénario Antoine Maurel, dessin David Cerqueira, illustrations de couverture, Soleil Productions

1. Je vous salue Marie, 2009
2. Et délivre-nous du mal, 2011

- Guerrières celtes, illustration pour le recueil, Soleil Productions, 2009
- Les Carnets secrets du Vatican, tome 3 : Sous la montagne, scénario Novy et Laurent Queyssi, dessin Antonio Marinetti, couleur Nicolas Bastide, illustration de couverture, Soleil Productions, 2008
- Pandemonium, scénario Christophe Bec, dessin Stefano Raffaele, couleur Olivier Thomas et Bruno Pradelle, illustrations de couverture, Soleil Productions, 2008

1. Sanatorium
2. Le Tunnel

- Les Mondes de Lovecraft, illustration de couverture, Soleil Productions

1. Arcanes, scénario Patrick Renault, dessin Jean-Jacques Dzialowski, Teddy Kristiansen, Christophe Palma et Stéphane Collignon, couleur Dimitri Fogolin et Fabien Alquier, 2008

- Dimension Philip K. Dick, hommage anthologique (Richard Comballot (directeur), Bruno Lecigne, Jean-Pierre Hubert, Pierre Stolze, Daniel Walther, Xavier Mauméjean, Richard Canal, Alain Dartevelle, Laurent Queyssi, Ugo Bellagamba, Jean-Pierre Vernay, Philippe Curval, Johan Heliot et Jacques Barbéri. ), illustration de couverture, coll. Rivière Blanche Fusée, Black Coat Press, mai 2008
- Qin, livre de base, illustrations pour le jeu de rôle, 7e Cercle 2005, (édition anglaise) Cubicle 2006, (édition italienne) Asterion Press 2010
- Little Fears, jeu de rôle écrit par Jason Blair, Key 20 Publishing 2001, illustrations pour l'édition en français, 7e Cercle 2003

### Télévision  et cinéma
- Hero Corp : saisons 1, 2, 3 et 4 (tous disponibles en DVD) : coconception du générique, design, illustration et story-board, micro-apparition dans le dernier épisode de la saison 2, série 15x26 min (CALT Productions - Simon Astier), 2008-2014
- Deviens un super-héros... pour de vrai ! : illustrations pour le film documentaire d'Aleksandar Dzerdz, Peignoir Prod, 2011
- Azad : story-board, long-métrage (KIEN Productions - Nicolas Tackian), 2008

## Récompenses
- Le Monstre de Shaerten (nouvelle) :
  - Prix Merlin de la nouvelle 2014[10].
- Les Elfes :
  - Prix Découvertes du Festival International de BD d'Angoulême : prix BD des lycées professionnels du Poitou Charente 2014[11].
- Martyrs :
  - Meilleur roman fantasy 2014, Vampires & Sorcières Awards[12].
  - Meilleur roman francophone 2013 et Meilleure nouvelle saga 2013, Vampires & Sorcières Awards[13].
- Druide :
  - Prix Imaginales des lycéens 2013[14].
  - Plume d'argent, catégorie plume imaginaire, prix Plume libre 2013.
  - Prix Révélation 2011 du festival Les Futuriales.
- Les Haut-Conteurs :
  - tome 1 : prix des Incorruptibles 2011/12[15].
  - tome 1 : prix du meilleur roman fantasy jeunesse Elbakin.net 2011.
- Shaman :
  - Prix BD Khimaira 2006.